# 아타나시아 추멜레카
아타나시아 추멜레카(그리스어: Αθανασία Τσουμελέκα, 1982년 1월 2일 ~ )는 그리스의 육상 선수로 2004년 아테네 하계 올림픽에서 금메달을 획득했다.
2003년까지 추멜레카는 널리 알려지지 않았고, 그녀는 그 해에 열린 세계 선수권 대회에서 7위를 했다. 모두가 놀랍게도, 그녀는 자신의 나라에서 열린 올림픽 여자 20km 경보 종목에서 러시아의 올림피아다 이바노바, 오스트레일리아의 제인 새빌을 제치고 금메달을 획득했다.
그녀는 2008년 베이징 하계 올림픽 20km 경보에서 9위를 했다. 올림픽이 끝난후, CERA에 대한 검사를 실시할 때 8월 6일에 그녀는 에리트로포이에틴에서 양성 반응을 보였다. 추멜레카는 절차의 타당성에 대해 의문을 해명한후, 스포츠에서 자신의 즉각적인 은퇴를 선언했다. 2009년 4월 29일에 그것은 추멜레카가 2008년 올림픽 기간에 제공되는 혈액 샘플 테스트에서 CERA 양성 반응을 보였다고 발표했다. 그녀의 "B" 샘플도 CERA 양성 반응을 보였다. 2009년 11월 18일에 국제 올림픽 위원회는 그녀가 9위를 한 2008년 올림픽의 여자 20km 경보 종목에서 추멜레카를 실격 처리하기로 결정했다.

## 대회 성적
| 대회             | 2003 | 2004 | 2005 | 2006 | 2007 | 2008 |
| ---------------- | ---- | ---- | ---- | ---- | ---- | ---- |
| 올림픽           |      | 1위  |      |      |      | 실격 |
| 세계 선수권 대회 | 7위  |      | 실격 |      |      |      |

## 참조
1. ↑  Associated Press. “전직 올림픽 챔피언, EPO 양성 반응”. 《ESPN.com》. 2009년 1월 17일에 확인함.